# Zentralamerikaspiele 1935/Tennis
Die Tenniswettbewerbe der III. Zentralamerikaspiele 1935 wurden in San Salvador ausgetragen. Es fanden bei Damen und Herren Einzel und Doppel sowie der Mixedwettbewerb statt. Erfolgreichstes Land war Mexiko mit drei Titeln.

## Herren

### Einzel
| Platz | Land   | Spieler         |
| ----- | ------ | --------------- |
| 1     | Kuba   | Ricardo Morales |
| 2     | Mexiko | Esteban Reyes   |
| 3     | Kuba   | Gustavo Vollmer |

### Doppel
| Platz | Land      | Spieler                         |
| ----- | --------- | ------------------------------- |
| 1     | Mexiko    | Ricardo Tapia Alfonso Unda      |
| 2     | Kuba      | Ricardo Morales Gustavo Vollmer |
| 3     | Guatemala | Rafael Ajau Oscar Quevedo       |

## Damen

### Einzel
| Platz | Land   | Spielerin                |
| ----- | ------ | ------------------------ |
| 1     | Mexiko | María Tapia              |
| 2     | Kuba   | María del Carmen Camacho |
| 3     | Kuba   | Elena Daly               |

### Doppel
| Platz | Land        | Spielerinnen                        |
| ----- | ----------- | ----------------------------------- |
| 1     | Kuba        | María del Carmen Camacho Elena Daly |
| 2     | Mexiko      | Fernanda Cedillo María Tapia        |
| 3     | El Salvador | Enriqueta Araújo Edelmira Dueñas    |

Es nahmen nur drei Paare teil. Es gab folgende Ergebnisse:
- Camacho/Daly - Araújo/Dueñas 6:3, 6:2, Cedillo/Tapia Freilos
- Camacho/Daly - Cedillo/Tapia 4:6, 6:4, 6:3

## Mixed
| Platz | Land        | Spieler                                 |
| ----- | ----------- | --------------------------------------- |
| 1     | Mexiko      | María Tapia Alfonso Unda                |
| 2     | Kuba        | Elena Daly Lorenzo Nodarse              |
| 3     | El Salvador | Edelmira Dueñas Mauricio López Harrison |

Es nahmen nur drei Paare teil. Es gab folgende Ergebnisse:
- Daly/Nodarse - Dueñas/López 6:4, 6:2, Tapia/Unda Freilos
- Tapia/Unda - Daly/Nodarse 6:2, 6:3

## Medaillenspiegel
| Platz | Land        | Gold | Silber | Bronze | Gesamt |
| ----- | ----------- | ---- | ------ | ------ | ------ |
| 01    | Mexiko      | 3    | 2      | —      | 5      |
| 02    | Kuba        | 2    | 3      | 2      | 7      |
| 03    | El Salvador | —    | —      | 2      | 2      |
| 04    | Guatemala   | —    | —      | 1      | 1      |